# 1941-es magyar gyeplabdabajnokság
Az 1941-es magyar gyeplabdabajnokság a tizenharmadik gyeplabdabajnokság volt. A bajnokságban nyolc csapat indult el, a csapatok két kört játszottak.
A bajnokságot csak a következő évben tudták befejezni.

## Tabella
| #  | Csapat              | M  | Gy | D | V  | G+ | G- | P  | Megjegyzés   |
| -- | ------------------- | -- | -- | - | -- | -- | -- | -- | ------------ |
| 1. | BBTE                | 14 | 12 | 1 | 1  | 40 | 8  | 25 |              |
| 2. | Amateur HC          | 14 | 11 | 1 | 2  | 17 | 6  | 23 |              |
| 3. | Magyar HC           | 14 | 8  | 1 | 9  | 37 | 10 | 17 |              |
| 4. | MAC                 | 14 | 7  | 0 | 7  | 13 | 23 | 14 |              |
| 5. | BKE                 | 14 | 5  | 1 | 8  | 6  | 30 | 11 |              |
| 6. | Széchenyi HC        | 14 | 5  | 1 | 8  | 2  | 25 | 11 |              |
| 7. | Ferencvárosi TC     | 14 | 5  | 1 | 8  | 16 | 15 | 11 | Visszalépett |
| 8. | Philips Hungária SE | 14 | 0  | 0 | 14 | 1  | 15 | 0  | Visszalépett |

* M: Mérkőzés Gy: Győzelem D: Döntetlen V: Vereség G+: Ütött gól G-: Kapott gól P: Pont